# Sächsisch-Baiersche Eisenbahn – Elephant und Leopard
Die ELEPHANT und LEOPARD waren Schlepptenderlokomotiven der Sächsisch-Baierschen Eisenbahn-Compagnie.

## Geschichte
Die zwei Lokomotiven wurden im Jahr 1844 von Robert Stephenson and Company in Newcastle upon Tyne/England mit den Fabriknummern 445 und 446 an die Sächsisch-Baiersche Eisenbahn-Compagnie geliefert. Sie erhielten dort die Namen ELEPHANT und LEOPARD. Die Sächsisch-Baiersche Eisenbahn-Compagnie wurde 1847 verstaatlicht. Das nun als Sächsisch-Bayerische Staatseisenbahn firmierende Unternehmen ließ beide Fahrzeuge 1856 zu Tenderlokomotiven umbauen.
Im Jahr 1862 wurden sie an die Zweigeisenbahngesellschaft zu Großenhain veräußert, wo sie die neuen Namen GROSSENHAIN I und GROSSENHAIN II erhielten. Nach Übernahme dieser Gesellschaft durch die Leipzig-Dresdner Eisenbahn-Compagnie (LDE) trugen sie keine Namen mehr. Sie wurden fortan mit den Nummern 1 und 2 bezeichnet.
Nach der Verstaatlichung der LDE 1876 gab es für die beiden überalterten Lokomotiven keine Verwendung mehr. Die Königlich Sächsischen Staatseisenbahnen gaben ihnen noch die Namen GLOCKE und HALDE und musterten sie bis 1877 aus.